# Халлам (футбольный клуб)
«Халлам» (англ. Hallam Football Club) — английский профессиональный футбольный клуб из города Шеффилд, основанный в 1860 году и ныне выступающий в Лиге северных графств. Домашние матчи проводит на расположенной в районе Кроспул арене «Сандигейт», вмещающей 700 зрителей.
В 1867 году «Халлам» стал победителем Кубка Юдана — первого в истории футбола клубного турнира. Данный трофей до сих пор хранится в клубном музее. Главным соперником «Халлама» является «Шеффилд», их противостояние известно как «Дерби правил» считается старейшим в мире, а так же первым сыгранным футбольным матчем, о котором будет написан газетный репортаж.

## История
Клуб был официально создан 4 сентября 1860 года, хотя его историю можно проследить ещё дальше, до 1804 года, когда хозяин паба Plough Inn на Сэндигейт-роуд согласился разрешить местному крикетному клубу Hallam CC начать выступать на соседнем поле, которым он также владел. 
К 1850-м годам в клубе насчитывалось более 300 членов, а в 1860 году руководство коллектива приняло решение учредить в команде ещё и футбольную секцию, чтобы иметь возможность противостоять основанному тремя годами ранее клубу «Шеффилд».
26 декабря 1860 года команды провели первый очный матч на стадионе «Сандигейт». Одним из основателей и первым капитаном команды стал Джон Чарльз Шоу, вскоре избранный президентом Шеффилдской футбольной ассоциации. 
В 1867 году «Халлам» выиграл первое в истории футбола клубное соревнование — Кубок Юдана. Впоследствии трофей был утерян и его местонахождение не было известно вплоть до 1997 года, когда шотландский коллекционер антиквариата, ставший обладателем серебряного кубка, продал его обратно клубу за 2000 £.
В 2014 году трофей был показан в программе телеканала BBC «Antiques Roadshow», где был оценен экспертами в 100 000 £.
Председатель клуба Крис Тейлор впоследствии заявил, что команда не планирует продавать трофей. 
Несмотря на то, что профессионализация футбола началась ещё в 1870-х — 1880-х годах, «Халлам» предпочел остаться полностью любительской командой. 
Летом 1886 года по неизвестным причинам клуб был расформирован, однако год спустя клуб был создан вновь и перерегистрирован под названием Sheffield & Hallamshire FA. В профессиональной лиге коллектив дебютировал в 1892 году, став участником недавно созданной Лиги Халламшира.
В конце XIX века клуб также играл в Лиге малого кубка Шеффилда, Альянсе Шеффилда и Лиге Хэтчарда, чемпионом которой сумел впервые стать в 1903 году. 
В 1904 году коллектив вышел в финал Кубка Шеффилда, где со счетом 1:6 на стадионе «Брэмолл-лейн» уступил команде «Барнсли», выпустившей на игру свой резервный состав. 
В 1911 году клуб впервые в своей истории принял участие в Любительском кубке Англии. Три года спустя началась Первая мировая война, однако «Халлам» продолжал выступать, выйдя из числа членов Лиги Хэтчарда и присоединившись к Любительской и низшей лигам Шеффилда.
В 1917 году руководство клуба решило отказаться от участия в соревнованиях в условиях войны, вернувшись к играм лишь в 1919 году, после окончания Первой мировой войны. В 1926 году коллектив дебютировал в розыгрыше профессионального Кубка Англии.
В конце сезона 1932\33 команда лишилась возможности проводить свои игры на стадионе «Сандигейт» из — за накопившихся разногласий с владельцем арены, из за чего клубу фактически пришлось прекратить свое существование на следующие 15 лет, возвратившись к выступлениям только в 1947 году. В 1952 году «Халлам» вышел в Йоркширскую футбольную лигу.
Сезон 1982\83 годов ознаменовался упадком данной лиги, что вынудило «Халлам» покинуть это первенство и вступить в ряды участников Восточной лиги Северных округов (NCEL), где он в основном выступал в Премьер — дивизионе. В 2004 году «Халлам» стал обладателем Кубка лиги в рамках данного турнира.